# ديك فارلي
ديك فارلي (بالإنجليزية: Dick Farley)‏ هو لاعب كرة قدم أمريكية أمريكي، ولد في 30 مايو 1946 في دانفرز في الولايات المتحدة.

## وصلات خارجية
- ديك فارلي على موقع مرجع كرة القدم المحترفة.كوم (الإنجليزية)